# Lüssza
Lüssza (görögül: Λύςςα) a görög mitológiában a téboly istennője. Nüx (az Éj) szülte Uranosz véréből. Euripidész Héraklész című tragédiájában Héra, aki gyűlöli Héraklészt, mert Zeusz miatt féltékeny anyjára, Alkménére, Lüsszát a hérosz házába küldi azzal a paranccsal, hogy fossza meg eszétől. Héraklész őrültségi rohamában megöli feleségét, Megara asszonyt és összes gyermeküket. Tébolyától Athéné szabadítja meg: hatalmas kősziklát hajít rá, ettől Héraklész mély álomba merül.